# 牟宇姫
牟宇姫（むうひめ、慶長13年（1608年） - 天和3年2月19日（1683年3月17日））は、伊達家一門筆頭、石川宗敬の正室。父は伊達政宗（牟宇姫は第2息女）。母は側室の於山方。

## 生涯
慶長13年（1608年）伊達政宗の第2息女（第9子）として仙台城で生まれる。母は側室の於山方（柴田宗義の娘）。政宗42歳の時の子。
元和5年（1619年）2月10日、12歳で伊達家一門筆頭の石川宗敬（伊具郡角田要害主）に嫁ぐ。このとき小桧山佐藤佐衛門と太田休佐衛門の2人が附人となり、石川家家臣となった。婚礼の際、政宗は石川家の仙台屋敷に来臨して祝い、1泊して翌日帰城している。
その後、石川宗敬との間には、宗弘・宗信・貞弘・千代鶴姫・正菊姫の3男2女を授かった。
政宗は牟宇姫が相当かわいかったとみえて、姫あての女文字の手紙が、幾通か角田市内に所蔵されている。
寛永13年（1636年）、実父の伊達政宗が没した後、牟宇姫の実母でもある於山方が仙台城を出て、角田邑に住むようになる。牟宇姫は母のために御堂を建て、於山方はそこで余生を過ごした。
正保3年（1646年）8月、夫の宗敬は家督を子の宗弘に譲り隠居し、領内の稲置邑に移り住む。
寛文8年（1668年）8月24日、実母の於山方が没する。同じ年の10月16日、夫の石川宗敬が没する。
天和3年（1683年）2月19日、没す。享年76。戒名は松寿院殿徳雲如高大姉。